# Novis

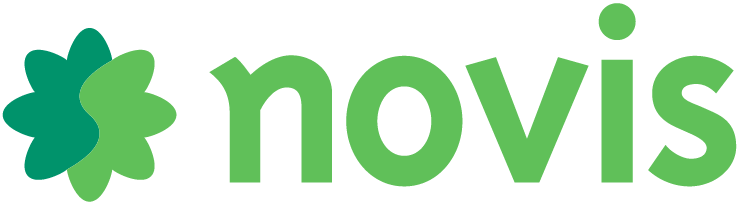
slogan "a telecom da Sonae"

Novis era marca da Sonaecom SC e um provedor de acesso, fornecedor de serviços para a internet e telecomunicações fixas em Portugal a nível empresarial, pertencente ao grupo Sonaecom.
Inicialmente, houve uma controvérsia a respeito do registro da marca, pois tanto a Portugal Telecom quanto a Sonae registraram o nome. Posteriormente, a Portugal Telecom abriu mão da marca.

## História
Criada em 1999 resultante da aquisição da IP Global, a Novis estava vocacionada para o mercado empresarial, aceitando apenas como clientes empresas ou empresários em nome individual. Para clientes não empresariais o grupo Sonaecom tinha como opção outro serviço, o Clix, e para a certificação digital tem como opção outra empresa, a Saphety. 
Em 2004, a Novis adquiriu a KPNQwest Portugal (antiga EUNet Portugal), ficando assim com o legado do primeiro ISP em Portugal (ainda enquanto PUUG).
Em 2007 a marca Novis foi incorporada pela marca Optimus.

## Serviços
- Voz (Telefone)
  - RDIS
  - Números 800, 808, 707
- Internet
  - ADSL (8 Mbps/640 Kbps, 24 Mbps/640 Kbps)
  - Wi-Fi (apenas nos locais cobertos pela empresa)
  - Net Link (para conexões de 64 Kbps até 155 Mbps)
  - Net Link Express (para conexões simétricas de até 24 Mbps)
  - Conferência Web
  - Hosting
- Dados
  - VPN IP MPLS
  - VPN Frame Relay (para suporte a ligações Multibanco)
  - eFax (utlizando o serviço Fax-to-Mail da Saphety)
- Televisão
  - Clix SmarTV